# NGC 1

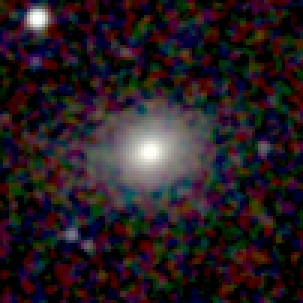
NGC 1

NGC 1

إن جي سي 1 أو NGC 1 هي مجرة حلزونية تقع على مسافة 190 مليون سنة ضوئية, تقع هذه المجرة في كوكبة الفرس الأعظم و يبلغ طول قطرها 90 ألف سنة ضوئية، أي أنها أصغر بقليل من مجرة درب التبانة.

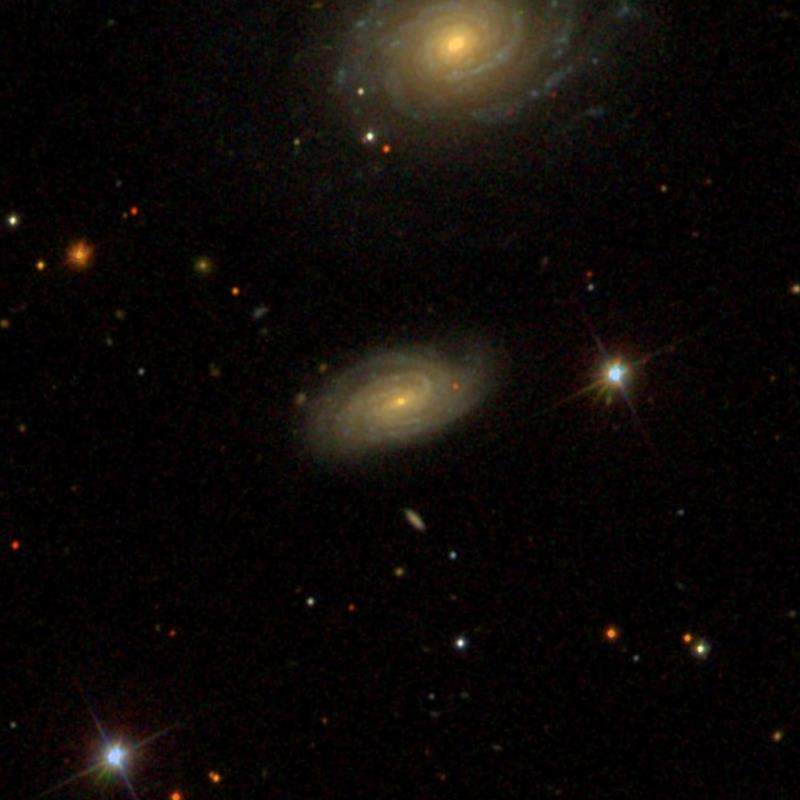
NGC 1 و NGC 2

هذه المجرة هي الأولى على لائحة الفهرس العام الجديد(NGC), وذلك يعود لسبب أنه في فترة تصنيف الفهرس في عصر عام 1860م, هذه المجرة كانت صاحبة أصغر مطلع مستقيم من بين جميع اجسام هذا الفهرس، وعليه كان رقم هذه المجرة الأول لأن الاجسام رتبت حسب قيمة المطلع المستقيم بشكل تصاعدي. ومع مرور السنين تغيرت قيمة المطلع المستقيم لهذه المجرة ولم تعد الأصغر بين قيم المطلع المستقيم لاجسام الفهرس العام الجديد.

## اقرأ ايضاً
- مجرة حلزونية
- كوكبة الفرس الأعظم
- إن جي سي 2